# Chengchuan, Gansu
Chengchuan är en köping i nordvästra Kina. Den ligger i Jingning härad i Pingliang i provinsen Gansu, omkring 180 kilometer öster om provinshuvudstaden Lanzhou. Antalet invånare är 16 223. Befolkningen består av 8 279 kvinnor och 7 944 män. Barn under 15 år utgör 20,0 %, vuxna 15-64 år 70 %, och äldre över 65 år 9,0 %.